# 海軍總監 (德意志帝國)
海軍總監（德語：Generalinspekteur der Marine）是德意志帝國海軍的最高行政職務之一，存在於1871年至1919年。第一任海軍總監為阿德爾博特親王，直屬於皇帝，控制和掌握海軍行政效率。阿德爾博特親王於1873年6月6日去世，此職務空缺，直到威廉二世繼位，於1899年3月創建了「海軍參謀本部」的同時又指名了海軍上將漢斯·馮·克斯特出任該職，直至1906年12月29日該人退休，此職務又歷經數年空缺。1909年10月1日，威廉二世之弟——海軍元帥海因里希親王出任該職，直到1918年8月10日。
第一次世界大戰結束後，此職廢除，新設的「國家海軍」（威瑪共和國海軍）與「戰爭海軍」（納粹德國海軍）都沒有重新定義該職務，身為海軍總司令的海軍元帥埃里希·雷德爾是實際上掌控該職能的人。1943年，雷德爾被解除海軍總司令的職務，雖該人保留了海軍總監的職務，但僅存榮譽性質，並無任何實質權力。
當代德國聯邦國防軍海軍的最高首長即由該職缺演進而來的「海軍監察長」。